# Thor amboinensis
Thor amboinensis là một loài tôm thuộc chi Thor trong họ Hippolytidae. Loài này được mô tả lần đầu tiên vào năm 1888.

## Từ nguyên
Từ định danh trong danh pháp được đặt theo tên gọi của đảo Ambon (thuộc quần đảo Maluku, Indonesia), nơi mà loài này được phát hiện (–ensis: hậu tố biểu thị nơi chốn).

## Phạm vi phân bố
T. amboinensis được tìm thấy ở các vùng biển nhiệt đới và cận nhiệt đới của Ấn Độ Dương, Thái Bình Dương và Đại Tây Dương. Loài này sống ở độ sâu đến ít nhất là 60 m.

## Mô tả
T. amboinensis là một loài tôm nhỏ và có thể phát triển đến chiều dài khoảng 13 mm. Mắt ngắn, không bị che khuất bởi mai của chúng. có màu nâu với các đốm màu trắng được viền màu xanh lam. Phần bụng và đuôi thường cong ngược lên về phía đầu của chúng.

## Sinh thái học
T. amboinensis hình thành mối quan hệ cộng sinh với nhiều loài hải quỳ và san hô của họ Fungiidae, điển hình là loài Heliofungia actiniformis. Một số loài hải quỳ cộng sinh được biết đến của T. amboinensis là Antheopsis papillosa (= Heteractis malu), Stichodactyla gigantea, Stichodactyla haddoni, Stichodactyla helianthus, L. danae (= Lebrunia neglecta) và Bartholomea annulata, cũng như Cryptodendrum adhaesivum.
T. amboinensis cái mang trứng đã được thụ tinh dưới bụng cho đến khi chúng nở. Trước khi trải qua quá trình biến thái, tôm ấu trùng bị thu hút bởi các tín hiệu hóa học mà hải quỳ truyền đi trong nước và bởi tín hiệu thị giác từ bản thân khiến chúng đến định cư tại loài hải quỳ đó. Trong các thí nghiệm, T. amboinensis tỏ ra thích những loài hải quỳ mà tôm bố mẹ của chúng đã được thu thập.